# Castellers de Ribes
Els Castellers de Ribes eren una colla castellera de Sant Pere de Ribes, al Garraf, que actuà entre els anys 1981 i 1984. La camisa, de color terra, pretenia recordar el color de les timbes que envolten la riera de Ribes i els camps llaurats. Les diades més importants que celebraven el ribetans eren Sant Pau al gener i Sant Pere al juny.

## Història
La primera actuació se celebrà el 26 d'abril de 1981. El nivell de la colla va ser de castells de sis habitualment, però assolí en diverses actuacions el 3 de 7 i el 4 de 7, intentant per la diada de Sant Pere del 1983 el 5 de 7. El 27 de juny de 1982, a la diada de Festa Major de Sant Pere, van assolir la millor actuació de la història de la colla, amb el 3 de 7, el 4 de 7 i el 2 de 6 descarregat i el pilar de 5 carregat.
La dissolució de la colla es va produir el 3 de maig de 1985, en el context d'una crisi dels castells a tota la comarca del Garraf, saturada, probablement, per la presència de cinc colles. A part dels Castellers de Ribes, entre els anys 1983 i 1987, també van desaparèixer els Castellers de Vilanova - Colla de Mar, la Colla Jove dels Castellers de Vilanova i els Castellers de Sitges. Només els Bordegassos de Vilanova van sobreviure al mal moment dels castells a la comarca, tot i que amb moltes dificultats.

## Organització

### Caps de colla
- Calixte Pagès
- Gregorio "Goyo" Serrano

### Presidents
- Joan Cuadras
- Josep Maria Bonada